# Pardosa graminea
Pardosa graminea är en spindelart som beskrevs av Tanaka 1985. Pardosa graminea ingår i släktet Pardosa och familjen vargspindlar. Inga underarter finns listade i Catalogue of Life.